# Municipio de Green (condado de Mahoning)
El municipio de Green (en inglés: Green Township) es un municipio ubicado en el condado de Mahoning en el estado estadounidense de Ohio. En el año 2010 tenía una población de 3532 habitantes y una densidad poblacional de 43,68 personas por km².

## Geografía
El municipio de Green se encuentra ubicado en las coordenadas 40°57′4″N 80°47′50″O / 40.95111, -80.79722. Según la Oficina del Censo de los Estados Unidos, el municipio tiene una superficie total de 80.87 km², de la cual 79,76 km² corresponden a tierra firme y (1,37 %) 1,11 km² es agua.

## Demografía
Según el censo de 2010, había 3532 personas residiendo en el municipio de Green. La densidad de población era de 43,68 hab./km². De los 3532 habitantes, el municipio de Green estaba compuesto por el 98,02 % blancos, el 0,42 % eran afroamericanos, el 0,31 % eran amerindios, el 0,23 % eran asiáticos, el 0,57 % eran de otras razas y el 0,45 % eran de una mezcla de razas. Del total de la población el 1,22 % eran hispanos o latinos de cualquier raza.